# Im Tae Kyung
Im Tae-Kyung (nacido el 4 de julio de 1973) es un actor musical y tenor de crossover surcoreano.

## Biografía
La madre de Im es una cantante aficionada de gugak, él creció escuchando varios géneros de música. 
Estudió música en la Escuela Yewon de Seúl y en el Instituto Le Rosey en Suiza. Más tarde se especializó en ingeniería en el Instituto Politécnico de Worcester en Massachusetts, con una especialización en música. 
Después de graduarse, buscó a Richard Cassilly para tomar más lecciones vocales. Después de la muerte repentina de Cassilly, regresó a la universidad para obtener un doctorado en ingeniería y le ofrecieron un trabajo en un fabricante de automóviles. Sin embargo, después de una cuidadosa consideración, decidió perseguir su sueño de cantar. 
Durante sus estudios de pregrado luchó contra la leucemia.

## Filmografía

### Serie de televisión
| Año         | Título               | Rol  | Red  |
| ----------- | -------------------- | ---- | ---- |
| 2019 - 2020 | Woman of 9.9 Billion | Leon | KBS2 |

## Discografía
Álbumes de estudio
- 8 de abril de 2008, ¿Sings The Classics?[3]
- 24 de noviembre de 2004, Sentimental Journey[4]

EP
- 18 de diciembre de 2015, 순수 의 시대 (Sunsu-ui sidae)[5]
- 5 de marzo de 2014, All This Time[6]
- 13 de agosto de 2012, 2012 Masterpiece Vol. 1[7]

Sencillos
- 20 de agosto de 2015, 그대의 계절 (Geudae-ui gyejeol)[8]

### OST
- 14 de marzo de 2010, El rey de la leyenda OST, My Way ; KBS1
- 30 de octubre de 2007, lobbistas OST, Fate, SBS[9]
- 2006, Jumong OST, Primera Vez, MBC
- 2005, Abogados OST, Destiny (옷깃) y Red Road, MBC[10]

## Musicales
- Rudolf [11]
- Mozart! [12][13]
- Sopyonje
- Roméo et Juliette
- Hamlet-[14]
- Sweeney Todd
- Jesus Christ Superstar
- Winter Sonata 겨울연가
- Sword of Fire 불의 검